# Angrobia grampianensis
Austropyrgus grampianensis là một loài ốc nước ngọt cỡ nhỏ có nắp, là động vật thân mềm chân bụng sống dưới nước trong họ Hydrobiidae. Đây là loài đặc hữu của Úc.